# Lichenopteryx
Lichenopteryx är ett släkte av fjärilar. Lichenopteryx ingår i familjen Eupterotidae.
Kladogram enligt Catalogue of Life:
| Lichenopteryx | \| \| Lichenopteryx despecta \| \| \| \| \| \| Lichenopteryx scotina \| \| \| \| |
|               | \| \| Lichenopteryx despecta \| \| \| \| \| \| Lichenopteryx scotina \| \| \| \| |
|               | Lichenopteryx despecta                                                           |
|               |                                                                                  |
|               | Lichenopteryx scotina                                                            |
|               |                                                                                  |